# Bluffin
Bluffin è un singolo del cantante svedese Liamoo, pubblicato il 26 febbraio 2022 su etichetta discografica Warner Music Sweden.

## Descrizione
Con Bluffin il cantante ha preso parte a Melodifestivalen 2022, la competizione canora svedese utilizzata come processo di selezione per l'Eurovision Song Contest. È la sua terza partecipazione alla rassegna dopo le edizioni 2018 e 2019. Essendo risultato il più votato dal pubblico fra i sette partecipanti alla sua semifinale, ha avuto accesso diretto alla finale, dove si è piazzato al 4º posto su 12 partecipanti con 91 punti totalizzati.

## Tracce
1. Bluffin – 2:59 (Jimmy "Joker" Thörnfeldt, Sami Rekik, Dino Medanhodzic e Ali Jammali)
2. Dark – 2:50 (Johanna Jansson e Liam Cacatian Thomassen)

## Classifiche
| Classifica (2022) | Posizione massima |
| ----------------- | ----------------- |
| Svezia            | 8                 |